# シエロ (企業)
シエロ（Cielo S.A.）は、ブラジル最大のクレジットカード業者である。ブラジルにおけるVisaの代理店として出発した。

## 歴史
ブラジルにおけるクレジットカードの歴史は浅く、シエロもまた、Visaがブラジルにクレジットカード事業を展開する際に、バンコ・ブラデスコ、グルーポ・サンタンデール、ブラジル銀行、ABNアムロ、そして、当時存在していたナシオナル銀行（ナシオナル銀行は、イタウ・ウニバンコの前身であるウニバンコにより、事業が承継されている）とパートナーシップを締結し、ビザネット・ブラジルを結成したことが出発点である。
2009年6月29日、BM&F Bovespaに株式を新規に公開した。調達した金額は、83.97億レアル（おおよそ4,000億円）であり、この調達金額は、2009年に新規に公開した株式の中では、バンコ・サンタンデール・ブラジルに次ぐ金額となった。。2009年11月には、商号をビザネットからシエロに変更した。シエロ・ブランドを前面に打ち出すことで、ブラジルにおけるクレジットカードの新しいポジションを打ち出すことを目的としている。2010年1月には、IBOVESPA構成銘柄に採用された（2024年に除外された）。